# 白蚬湖
白蚬湖，俗称白蚬江，是一个位于中国江苏省苏州市吴中区周庄镇西侧的湖泊，属于长江区。它的一级流域为长江流域，二级流域为长江干流水系。它的面积约为7.6平方千米，平均水深约为2.5米，蓄水量约为1900万立方米。该湖因湖中盛产白蚬而得名。